# Ballspielverein Borussia 09 Dortmund 2000-2001
Questa voce raccoglie le informazioni riguardanti il Ballspielverein Borussia 09 Dortmund nelle competizioni ufficiali della stagione 2000-2001.

## Stagione
Nella stagione 2000-2001 il Borussia Dortmund, allenato da Matthias Sammer, concluse il campionato di Bundesliga al 3º posto. In Coppa di Germania il Borussia Dortmund fu eliminato agli ottavi di finale dallo Schalke 04.

## Rosa
| N. |                                 | Ruolo | Calciatore          |
| -- | ------------------------------- | ----- | ------------------- |
| 1  | Germania (bandiera)             | P     | Jens Lehmann        |
| 2  | Germania (bandiera)             | D     | Christian Wörns     |
| 3  | Brasile (bandiera)              | D     | Evanílson           |
| 4  | Serbia e Montenegro (bandiera)  | C     | Miroslav Stević     |
| 5  | Germania (bandiera)             | D     | Jürgen Kohler       |
| 6  | Germania (bandiera)             | D     | Jörg Heinrich       |
| 7  | Germania (bandiera)             | D     | Stefan Reuter       |
| 8  | Germania (bandiera)             | C     | Christian Nerlinger |
| 9  | Germania (bandiera)             | A     | Fredi Bobic         |
| 10 | Rep. Ceca (bandiera)            | C     | Tomáš Rosický       |
| 11 | Germania (bandiera)             | A     | Heiko Herrlich      |
| 12 | Germania (bandiera)             | P     | Wolfgang de Beer    |
| 13 | Italia (bandiera)               | A     | Giuseppe Reina      |
| 14 | Nigeria (bandiera)              | C     | Sunday Oliseh       |
| 15 | Paesi Bassi (bandiera)          | D     | Alfred Nijhuis      |
| 16 | Bosnia ed Erzegovina (bandiera) | C     | Sead Kapetanović    |
| 17 | Brasile (bandiera)              | D     | Dedê                |

| N. |                        | Ruolo | Calciatore            |
| -- | ---------------------- | ----- | --------------------- |
| 18 | Germania (bandiera)    | C     | Lars Ricken           |
| 19 | Ghana (bandiera)       | C     | Otto Addo             |
| 20 | Germania (bandiera)    | P     | Philipp Laux          |
| 21 | Germania (bandiera)    | D     | Christoph Metzelder   |
| 24 | Nigeria (bandiera)     | A     | Victor Ikpeba         |
| 26 | Germania (bandiera)    | P     | Matthias Kleinsteiber |
| 28 | Germania (bandiera)    | C     | Francis Bugri         |
| 29 | Norvegia (bandiera)    | A     | Jan-Derek Sørensen    |
| 31 | Germania (bandiera)    | A     | Emmanuel Krontiris    |
| 33 | Germania (bandiera)    | C     | Florian Kringe        |
| 34 | Germania (bandiera)    | P     | Michael Ratajczak     |
| 35 | Germania (bandiera)    | D     | Björn Mehnert         |
| 36 | Turchia (bandiera)     | D     | Deniz Sahin           |
| 37 | Germania (bandiera)    | C     | Marco Löring          |
| 38 | Germania (bandiera)    | D     | Florian Thorwart      |
| 40 | Stati Uniti (bandiera) | A     | Conor Casey           |

## Organigramma societario
Area tecnica
- Allenatore: Matthias Sammer
- Allenatore in seconda: Uwe Neuhaus
- Preparatore dei portieri: Michael Stahl
- Preparatori atletici: Christian Kolodziej, Günter Jonczyk, Peter Kuhnt, Frank Zöllner

## Calciomercato

### Sessione estiva
| Acquisti | Acquisti            | Acquisti        | Acquisti |
| R.       | Nome                | da              | Modalità |
| -------- | ------------------- | --------------- | -------- |
| A        | Emmanuel Krontiris  | TeBe Berlino    |          |
| A        | Conor Casey         | Portland Pilots |          |
| D        | Jörg Heinrich       | Fiorentina      |          |
| D        | Christoph Metzelder | Preußen Münster |          |
| C        | Sunday Oliseh       | Juventus        |          |

| Cessioni | Cessioni            | Cessioni             | Cessioni |
| R.       | Nome                | a                    | Modalità |
| -------- | ------------------- | -------------------- | -------- |
| C        | Vladimir But        | Friburgo             |          |
| A        | Sergej Barbarez     | Amburgo              |          |
| D        | Karsten Baumann     | RW Oberhausen        |          |
| D        | Benjamin Knoche     | Siegen               |          |
| P        | Alexander Kuschmann | Borussia Dortmund II |          |
| C        | Andreas Möller      | Schalke 04           |          |

### Sessione invernale
| Acquisti | Acquisti           | Acquisti     | Acquisti |
| R.       | Nome               | da           | Modalità |
| -------- | ------------------ | ------------ | -------- |
| C        | Tomáš Rosický      | Sparta Praga |          |
| A        | Jan-Derek Sørensen | Rosenborg    |          |

| Cessioni | Cessioni      | Cessioni | Cessioni |
| R.       | Nome          | a        | Modalità |
| -------- | ------------- | -------- | -------- |
| A        | Ibrahim Tanko | Friburgo |          |

## Risultati

### Bundesliga

#### Girone di andata
| Arbitro: | Keßler |

|              |           |  |
| Herrlich 61’ | Marcatori |  |

| Arbitro: | Wack |

|                    |           |                                           |
| Miriuță 68’ (rig.) | Marcatori | 9’ Evanílson 59’ Stević 64’, 81’ Herrlich |

| Arbitro: | Berg |

|                         |           |                               |
| Ikpeba 37’ Herrlich 54’ | Marcatori | 34’, 86’ Agostino 49’ Stranzl |

| Arbitro: | Fröhlich |

|                |           |                    |
| Bogdanović 78’ | Marcatori | 41’ Wörns 83’ Addo |

| Arbitro: | Heynemann |

|                   |           |                                   |
| Barbarez 44’, 49’ | Marcatori | 30’ Addo 76’, 81’ (rig.) Herrlich |

| Arbitro: | Merk |

|  |           |                                                          |
|  | Marcatori | 39’ (rig.) Böhme 45’ Mpenza 60’ (aut.) Heinrich 76’ Sand |

| Arbitro: | Albrecht |

|            |           |           |
| Wimmer 21’ | Marcatori | 71’ Bobic |

| Arbitro: | Fandel |

|              |           |  |
| Heinrich 83’ | Marcatori |  |

| Arbitro: | Fleischer |

|                          |           |  |
| Nowotny 25’ Neuville 62’ | Marcatori |  |

| Arbitro: | Berg |

|               |           |                       |
| Evanílson 63’ | Marcatori | 12’ Hristov 88’ Reich |

| Arbitro: | Strampe |

|                                                           |           |                      |
| Salihamidžić 7’, 83’ Élber 10’ Scholl 39’, 58’ Sérgio 64’ | Marcatori | 2’ Herrlich 72’ Addo |

| Arbitro: | Meyer |

|                     |           |  |
| Ricken 3’ Reina 72’ | Marcatori |  |

| Arbitro: | Aust |

|             |           |              |
| Drinčić 75’ | Marcatori | 87’ Heinrich |

| Arbitro: | Merk |

|                         |           |               |
| Reina 27’ Evanílson 29’ | Marcatori | 32’ Akpoborie |

| Arbitro: | Steinborn |

|  |           |                           |
|  | Marcatori | 5’ Dedê 64’ (rig.) Stević |

| Arbitro: | Weiner |

|                                |           |  |
| Stević 15’ Bobic 30’ Reina 40’ | Marcatori |  |

| Colonia; 13 dicembre 2000, ore 20:15 CET 17ª giornata | Colonia   | 0 – 0 referto | Borussia Dortmund | Müngersdorfer Stadion (41 000 spett.)\| Arbitro: \| Fleischer \| |
| Arbitro:                                              | Fleischer |               |                   |                                                                  |

#### Girone di ritorno
| Arbitro: | Heynemann |

|                      |           |                   |
| Rydlewicz 57’ (rig.) | Marcatori | 8’ Reina 47’ Addo |

| Arbitro: | Fröhlich |

|                         |           |  |
| Nerlinger 64’ Bobic 65’ | Marcatori |  |

| Arbitro: | Aust |

|                   |           |  |
| Häßler 53’ (rig.) | Marcatori |  |

| Dortmund 11 febbraio 2001, ore 17:30 CET 21ª giornata | Borussia Dortmund | 0 – 0 referto | Werder Brema | Westfalenstadion (62 000 spett.)\| Arbitro: \| Fandel \| |
| Arbitro:                                              | Fandel            |               |              |                                                          |

| Arbitro: | Wack |

|                                         |           |                         |
| Bobic 6’, 59’ Addo 54’ Fukal 82’ (aut.) | Marcatori | 77’ Barbarez 90’ Meijer |

| Gelsenkirchen 24 febbraio 2001, ore 15:30 CET 23ª giornata | Schalke 04 | 0 – 0 referto | Borussia Dortmund | Parkstadion (62 109 spett.)\| Arbitro: \| Merk \| |
| Arbitro:                                                   | Merk       |               |                   |                                                   |

| Arbitro: | Kemmling |

|                                                   |           |          |
| Wörns 30’ Ricken 64’, 67’ Bobic 71’, 90’ Addo 79’ | Marcatori | 48’ Yang |

| Arbitro: | Berg |

|                         |           |                    |
| Sellimi 45’ (rig.), 58’ | Marcatori | 19’ Dedê 43’ Reina |

| Arbitro: | Heynemann |

|           |           |                                      |
| Wörns 15’ | Marcatori | 7’ Schneider 10’ Kirsten 90’ Brdarić |

| Arbitro: | Fröhlich |

|             |           |                                            |
| Lokvenc 58’ | Marcatori | 33’ Bobic 46’ Addo 62’ Ricken 76’ Heinrich |

| Arbitro: | Strampe |

|           |           |               |
| Bobic 52’ | Marcatori | 6’ Santa Cruz |

| Arbitro: | Albrecht |

|            |           |  |
| Rehmer 65’ | Marcatori |  |

| Arbitro: | Fleischer |

|                                                          |           |  |
| Ricken 18’ Heinrich 29’ Reina 66’, 68’ Stević 89’ (rig.) | Marcatori |  |

| Arbitro: | Fandel |

|               |           |              |
| Juskowiak 10’ | Marcatori | 22’ Heinrich |

| Dortmund 4 maggio 2001, ore 20:15 CEST 32ª giornata | Borussia Dortmund | 0 – 0 referto | Stoccarda | Westfalenstadion (67 500 spett.)\| Arbitro: \| Aust \| |
| Arbitro:                                            | Aust              |               |           |                                                        |

| Arbitro: | Steinborn |

|              |           |                                  |
| Strehmel 66’ | Marcatori | 4’, 58’ Addo 74’ Ricken 90’ Dedê |

| Arbitro: | Gagelmann |

|                                |           |                                |
| Stević 21’ Reina 49’ Bobic 89’ | Marcatori | 28’ (aut.) Dedê 35’, 82’ Kreuz |

### Coppa di Germania
| Arbitro: | Wezel |

|  |           |                                        |
|  | Marcatori | 13’ Ricken 53’ Reina 66’, 87’ Herrlich |

| Arbitro: | Gagelmann |

|  |           |              |
|  | Marcatori | 92’ Herrlich |

| Arbitro: | Wack |

|                            |           |          |
| Sand 6’ van Kerckhoven 42’ | Marcatori | 3’ Reina |

## Statistiche

### Statistiche di squadra
| Competizione      | Punti | In casa | In casa | In casa | In casa | In casa | In casa | In trasferta | In trasferta | In trasferta | In trasferta | In trasferta | In trasferta | Totale | Totale | Totale | Totale | Totale | Totale | DR  |
| Competizione      | Punti | G       | V       | N       | P       | Gf      | Gs      | G            | V            | N            | P            | Gf           | Gs           | G      | V      | N      | P      | Gf     | Gs     | DR  |
| ----------------- | ----- | ------- | ------- | ------- | ------- | ------- | ------- | ------------ | ------------ | ------------ | ------------ | ------------ | ------------ | ------ | ------ | ------ | ------ | ------ | ------ | --- |
| Bundesliga        | 58    | 17      | 9       | 4       | 4       | 34      | 20      | 17           | 7            | 6            | 4            | 28           | 22           | 34     | 16     | 10     | 8      | 62     | 42     | +20 |
| Coppa di Germania | -     | 0       | 0       | 0       | 0       | 0       | 0       | 3            | 2            | 0            | 1            | 6            | 2            | 3      | 2      | 0      | 1      | 6      | 2      | +4  |
| Totale            | 58    | 17      | 9       | 4       | 4       | 34      | 20      | 20           | 9            | 6            | 5            | 34           | 24           | 37     | 18     | 10     | 9      | 68     | 44     | +24 |

### Andamento in campionato
| Giornata  | 1 | 2 | 3 | 4 | 5 | 6 | 7 | 8 | 9 | 10 | 11 | 12 | 13 | 14 | 15 | 16 | 17 | 18 | 19 | 20 | 21 | 22 | 23 | 24 | 25 | 26 | 27 | 28 | 29 | 30 | 31 | 32 | 33 | 34 |
| --------- | - | - | - | - | - | - | - | - | - | -- | -- | -- | -- | -- | -- | -- | -- | -- | -- | -- | -- | -- | -- | -- | -- | -- | -- | -- | -- | -- | -- | -- | -- | -- |
| Luogo     | C | T | C | T | T | C | T | C | T | C  | T  | C  | T  | C  | T  | C  | T  | T  | C  | T  | C  | C  | T  | C  | T  | C  | T  | C  | T  | C  | T  | C  | T  | C  |
| Risultato | V | V | P | V | V | P | N | V | P | P  | P  | V  | N  | V  | V  | V  | N  | V  | V  | P  | N  | V  | N  | V  | N  | P  | V  | N  | P  | V  | N  | N  | V  | N  |
| Posizione | 7 | 3 | 6 | 3 | 2 | 3 | 3 | 2 | 4 | 6  | 8  | 6  | 7  | 5  | 5  | 3  | 4  | 3  | 3  | 4  | 4  | 4  | 3  | 1  | 2  | 4  | 2  | 4  | 4  | 3  | 3  | 3  | 3  | 3  |

Legenda:

Luogo: C = Casa; T = Trasferta. Risultato: V = Vittoria; N = Pareggio; P = Sconfitta.

### Statistiche dei giocatori
| Giocatore       | Bundesliga | Bundesliga | Bundesliga  | Bundesliga | Coppa di Germania | Coppa di Germania | Coppa di Germania | Coppa di Germania | Totale   | Totale | Totale      | Totale     |
| Giocatore       | Presenze   | Reti       | Ammonizioni | Espulsioni | Presenze          | Reti              | Ammonizioni       | Espulsioni        | Presenze | Reti   | Ammonizioni | Espulsioni |
| --------------- | ---------- | ---------- | ----------- | ---------- | ----------------- | ----------------- | ----------------- | ----------------- | -------- | ------ | ----------- | ---------- |
| O. Addo         | 32         | 9          | 6           | 0          | 3                 | 0                 | 0                 | 0                 | 35       | 9      | 6           | 0          |
| F. Bobic        | 24         | 10         | 2           | 0          | 1                 | 0                 | 0                 | 0                 | 25       | 10     | 2           | 0          |
| F. Bugri        | 0          | 0          | 0           | 0          | 0                 | 0                 | 0                 | 0                 | 0        | 0      | 0           | 0          |
| V. But          | 0          | 0          | 0           | 0          | 0                 | 0                 | 0                 | 0                 | 0        | 0      | 0           | 0          |
| C. Casey        | 0          | 0          | 0           | 0          | 0                 | 0                 | 0                 | 0                 | 0        | 0      | 0           | 0          |
| D. Dedê         | 31         | 3          | 7           | 0          | 3                 | 0                 | 1                 | 0                 | 34       | 3      | 8           | 0          |
| E. Evanílson    | 28         | 3          | 8           | 1          | 3                 | 0                 | 1                 | 0                 | 31       | 3      | 9           | 1          |
| J. Heinrich     | 30         | 5          | 5           | 2          | 3                 | 0                 | 0                 | 0                 | 33       | 5      | 5           | 2          |
| H. Herrlich     | 10         | 7          | 1           | 0          | 2                 | 3                 | 1                 | 0                 | 12       | 10     | 2           | 0          |
| V. Ikpeba       | 9          | 1          | 1           | 0          | 1                 | 0                 | 0                 | 0                 | 10       | 1      | 1           | 0          |
| S. Kapetanović  | 5          | 0          | 1           | 0          | 0                 | 0                 | 0                 | 0                 | 5        | 0      | 1           | 0          |
| M. Kleinsteiber | 0          | 0          | 0           | 0          | 0                 | 0                 | 0                 | 0                 | 0        | 0      | 0           | 0          |
| J. Kohler       | 28         | 0          | 3           | 0          | 2                 | 0                 | 1                 | 0                 | 30       | 0      | 4           | 0          |
| F. Kringe       | 0          | 0          | 0           | 0          | 0                 | 0                 | 0                 | 0                 | 0        | 0      | 0           | 0          |
| E. Krontiris    | 3          | 0          | 0           | 0          | 1                 | 0                 | 0                 | 0                 | 4        | 0      | 0           | 0          |
| P. Laux         | 3          | 0          | 0           | 0          | 0                 | 0                 | 0                 | 0                 | 3        | 0      | 0           | 0          |
| J. Lehmann      | 31         | 0          | 5           | 0          | 3                 | 0                 | 1                 | 0                 | 34       | 0      | 6           | 0          |
| M. Löring       | 0          | 0          | 0           | 0          | 0                 | 0                 | 0                 | 0                 | 0        | 0      | 0           | 0          |
| B. Mehnert      | 0          | 0          | 0           | 0          | 0                 | 0                 | 0                 | 0                 | 0        | 0      | 0           | 0          |
| C. Metzelder    | 19         | 0          | 1           | 0          | 2                 | 0                 | 1                 | 0                 | 21       | 0      | 2           | 0          |
| C. Nerlinger    | 20         | 1          | 4           | 0          | 1                 | 0                 | 0                 | 0                 | 21       | 1      | 4           | 0          |
| A. Nijhuis      | 14         | 0          | 1           | 0          | 0                 | 0                 | 0                 | 0                 | 14       | 0      | 1           | 0          |
| S. Oliseh       | 22         | 0          | 7           | 0          | 2                 | 0                 | 0                 | 0                 | 24       | 0      | 7           | 0          |
| M. Ratajczak    | 0          | 0          | 0           | 0          | 0                 | 0                 | 0                 | 0                 | 0        | 0      | 0           | 0          |
| G. Reina        | 31         | 8          | 3           | 0          | 2                 | 2                 | 1                 | 0                 | 33       | 10     | 4           | 0          |
| S. Reuter       | 5          | 0          | 1           | 0          | 0                 | 0                 | 0                 | 0                 | 5        | 0      | 1           | 0          |
| L. Ricken       | 29         | 6          | 3           | 1          | 3                 | 1                 | 2                 | 0                 | 32       | 7      | 5           | 1          |
| T. Rosický      | 15         | 0          | 2           | 0          | 0                 | 0                 | 0                 | 0                 | 15       | 0      | 2           | 0          |
| D. Sahin        | 0          | 0          | 0           | 0          | 0                 | 0                 | 0                 | 0                 | 0        | 0      | 0           | 0          |
| M. Stević       | 23         | 5          | 7           | 0          | 3                 | 0                 | 2                 | 0                 | 26       | 5      | 9           | 0          |
| J. Sørensen     | 9          | 0          | 0           | 0          | 0                 | 0                 | 0                 | 0                 | 9        | 0      | 0           | 0          |
| I. Tanko        | 9          | 0          | 0           | 0          | 3                 | 0                 | 0                 | 0                 | 12       | 0      | 0           | 0          |
| F. Thorwart     | 0          | 0          | 0           | 0          | 0                 | 0                 | 0                 | 0                 | 0        | 0      | 0           | 0          |
| C. Wörns        | 23         | 3          | 2           | 0          | 3                 | 0                 | 0                 | 0                 | 26       | 3      | 2           | 0          |
| W. de Beer      | 0          | 0          | 0           | 0          | 0                 | 0                 | 0                 | 0                 | 0        | 0      | 0           | 0          |